# Cnephasia fulturata
Cnephasia fulturata is een vlinder uit de familie bladrollers (Tortricidae). De wetenschappelijke naam is voor het eerst geldig gepubliceerd in 1940 door Rebel.
De soort komt voor in Europa.